# Ragnhild Spånberg
Ragnhild Spånberg, tidigare Odéen, född 15 december 1881 i Jönköping, Jönköpings län, död 3 mars 1953 i Hallingebergs södra kyrkobokföringsdistrikt, Kalmar län, var en svensk rösträttsaktivist. Hon var verksam i kampanjen för införandet av kvinnlig rösträtt i Sverige, och ordförande för Föreningen för kvinnans politiska rösträtt i Jönköping 1906-1910. 